# Vadym Bojčenko
Vadym Serhijovyč Bojčenko (in ucraino Вадим Сергійович Бойченко?; Mariupol, 5 giugno 1977) è un politico ucraino, sindaco di Mariupol dal 2015.
Negli anni 2013-2015 Bojčenko è stato membro del comitato esecutivo del consiglio comunale di Mariupol. In seguito ne è stato eletto sindaco il 15 dicembre 2015, ricevendo il 69% dei voti. Successivamente si è candidato alle elezioni parlamentari ucraine del 2019, ma la sua lista ha ottenuto solo il 3,23% dei voti, non riuscendo a superare la soglia di sbarramento del 5%. Nell'ottobre 2020 è stato rieletto sindaco per un secondo mandato.